# Notturno
Notturno är en diktsamling från 1885 av den svenske författaren Ola Hansson. Dikterna är präglade av pessimism och fokuserar på känslor och stämningar.

## Innehåll
- Notturno
- Ungdom
- Hembygdsvisor
- Ögonblicksbilder
- Senhöstblad
- För dagen
  - Från Skåne
  - I ovädersnatten
  - J. P. Jacobsen
  - Ett öppet ord